# Rhipidura
Chi Rẻ quạt (danh pháp khoa học: Rhipidura) là một chi chim trong họ Rhipiduridae.

## Các loài

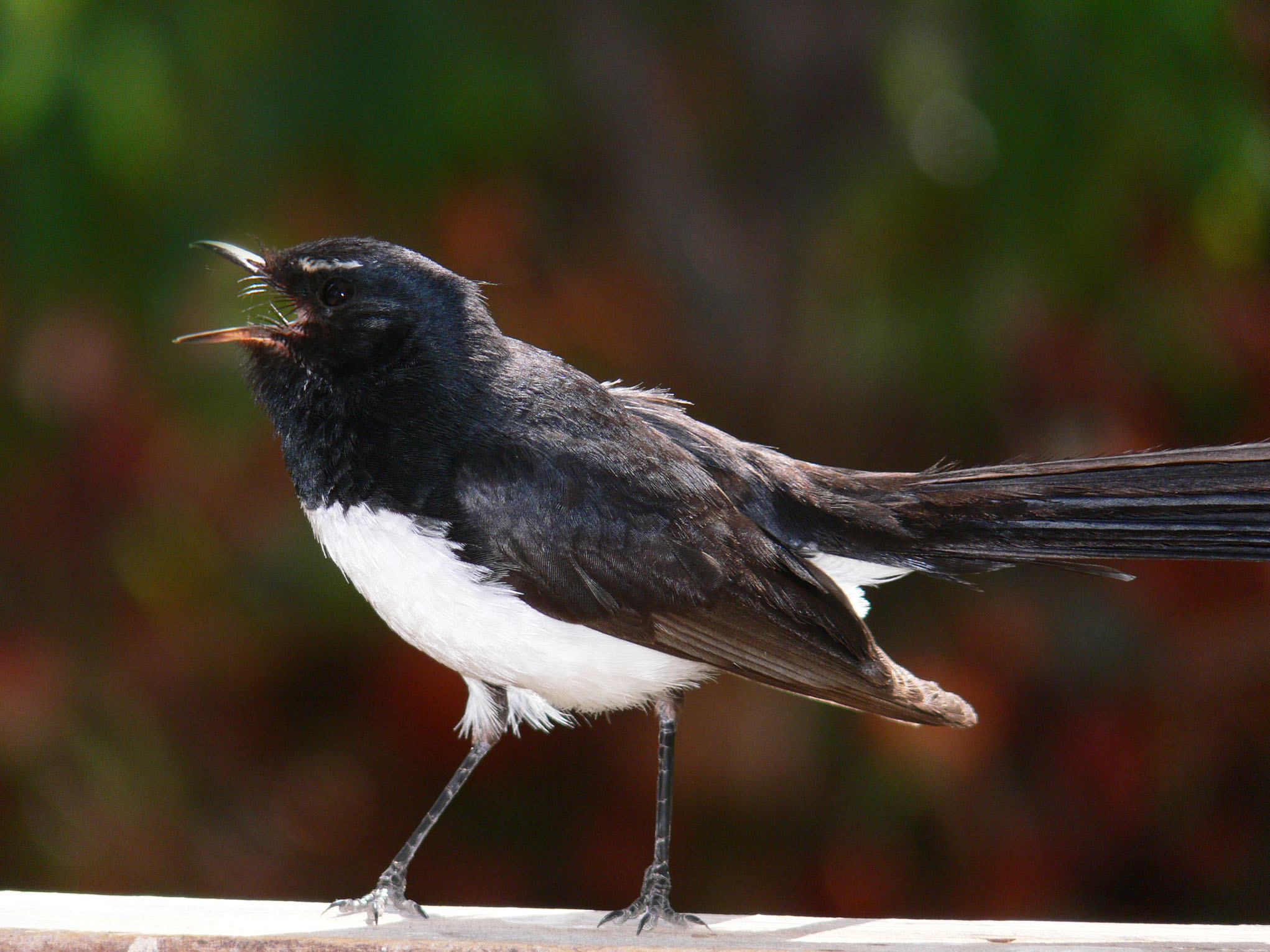
Rẻ quạt Willie (Rhipidura leucophrys).

Sắp xếp các loài trong chi này về cơ bản dựa theo Nyári et al. (2009)
Dựa theo Nyári et al. (2009) và Jønsson et al. (2016) thì Rhipidura trong tương lai có thể sẽ phân chia thành 8 chi nhỏ như liệt kê dưới đây.
- “Leucocirca1”
  - Rẻ quạt chỏm đầu nâu (Rhipidura diluta). Phân bố: Tiểu Sunda.
- “Leucocirca2”
  - Rẻ quạt bụi bồ hóng (Rhipidura threnothorax). Phân bố: New Guinea.
  - Rẻ quạt bụi đen (Rhipidura maculipectus). Phân bố: New Guinea và quần đảo Aru.
  - Rẻ quạt bụi bụng trắng (Rhipidura leucothorax). Phân bố: New Guinea.
- Leucocirca: Nếu tách ra thì Rhipidura leucophrys là loài điển hình của chi này. 
  - Rẻ quạt Java hay rẻ quạt khoang Malaysia (Rhipidura javanica)[4]. Phân bố: Đông Nam Á, trừ Philippines.
  - Rẻ quạt khoang Philippines (Rhipidura nigritorquis). Tách ra từ R. javanica.[5]. Phân bố: Philippines.
  - Rẻ quạt Willie (Rhipidura leucophrys). Phân bố: Australia, New Guinea, quần đảo Solomon, quần đảo Bismarck và đông Indonesia.
  - Rẻ quạt mày trắng hay rẻ quạt họng đen (Rhipidura aureola)[4]. Phân bố: Đông Nam Á, Ấn Độ, Pakistan, Sri Lanka, nam Trung Quốc.
  - Rẻ quạt đốm trắng (Rhipidura albogularis). Tách ra từ R. albicollis[6]. Phân bố: Nam Ấn Độ.
  - Rẻ quạt họng trắng (Rhipidura albicollis)[4]. Phân bố: Đông Nam Á, Ấn Độ, nam Trung Quốc.
- “Rhipidura”
  - Rẻ quạt đen (Rhipidura atra). Phân bố: New Guinea.
- Neomyias: Nếu tách ra thì Rhipidura euryura là loài điển hình của chi này.
  - Rẻ quạt đuôi hung (Rhipidura phoenicura). Phân bố: Java.
  - Rẻ quạt bụng trắng (Rhipidura euryura). Phân bố: Java.
  - Rẻ quạt đốm (Rhipidura perlata). Phân bố: Sumatra, Borneo, Malaysia bán đảo.
  - Rẻ quạt đuôi nâu quế (Rhipidura fuscorufa). Phân bố: Quần đảo Tanimbar.
  - Rẻ quạt phương bắc (Rhipidura rufiventris). Phân bố: Tiểu Sunda, Mollucas, New Guinea, quần đảo Bismarck, bắc Australia.
  - Rẻ quạt Cockerell hay rẻ quạt cánh trắng (Rhipidura cockerelli). Phân bố: Quần đảo Solomon.
- Cyanomympha: Nếu tách ra thì Rhipidura superciliaris là loài điển hình của chi này.
  - Rẻ quạt đen và nâu quế (Rhipidura nigrocinnamomea). Phân bố: Nam Philippines.
  - Rẻ quạt lam Visaya (Rhipidura samarensis). Tách ra từ R. superciliaris.[5]. Phân bố: Bohol, Leyte và Samar (Philippines).
  - Rẻ quạt lam Mindanao (Rhipidura superciliaris). Phân bố: Philippines.
  - Rẻ quạt đầu lam (Rhipidura cyaniceps). Phân bố: Philippines.
  - Rẻ quạt Tablas (Rhipidura sauli). Tách ra từ R. cyaniceps.[5]. Phân bố: Đảo Tablas (trung Philippines).
  - Rẻ quạt Visaya (Rhipidura albiventris). Tách ra từ R. cyaniceps.[5]. Phân bố: Ticao, Masbate, Panay, Guimaras và Negros (trung Philippines).
- Rhipidura
  - Rẻ quạt bụng nâu dẻ (Rhipidura hyperythra). Phân bố: New Guinea.
  - Rẻ quạt thân thiện (Rhipidura albolimbata). Phân bố: New Guinea.
  - Rẻ quạt Samoa (Rhipidura nebulosa). Phân bố: Tây Samoa.
  - Rẻ quạt Kadavu (Rhipidura personata). Phân bố: Quần đảo Fiji.
  - Rẻ quạt sọc (Rhipidura verreauxi). Phân bố: Quần đảo Fiji tới New Caledonia.
  - Rẻ quạt nâu (Rhipidura drownei). Phân bố: Quần đảo Solomon.
  - Rẻ quạt Makira (Rhipidura tenebrosa). Phân bố: Quần đảo Solomon.
  - Rẻ quạt Rennell (Rhipidura rennelliana). Phân bố: Quần đảo Solomon.
  - Rẻ quạt rừng đước (Rhipidura phasiana). Phân bố: Nam New Guinea, bắc Australia.
  - Rẻ quạt xám (Rhipidura albiscapa). Phân bố: Australia, quần đảo Solomon, quần đảo Loyalty, Vanuatu, New Caledonia.
  - Rẻ quạt New Zealand (Rhipidura fuliginosa): Loài điển hình của chi. Phân bố: New Zealand.
    - Rẻ quạt Lord Howe (Rhipidura fuliginosa cervina) - tuyệt chủng (khoảng năm 1925)
- Howeavis: Nếu tách ra thì Rhipidura rufifrons là loài điển hình của chi này. 
  - Rẻ quạt lưng hung (Rhipidura rufidorsa). Phân bố: New Guinea.
  - Rẻ quạt lưỡng hình (Rhipidura brachyrhyncha). Phân bố: New Guinea.
  - Rẻ quạt Bismarck (Rhipidura dahli). Phân bố: Quần đảo Bismarck.
  - Rẻ quạt Mussau (Rhipidura matthiae). Phân bố: Quần đảo Bismarck.
  - Rẻ quạt Malaita (Rhipidura malaitae). Phân bố: Quần đảo Solomon.
  - Rẻ quạt Arafura (Rhipidura dryas). Phân bố: Tiểu Sunda, trung nam New Guinea, bắc Australia.
  - Rẻ quạt Pohnpei (Rhipidura kubaryi). Phân bố: Quần đảo Caroline.
  - Rẻ quạt Manus (Rhipidura semirubra). Phân bố: Quần đảo Admiralty.
  - Rẻ quạt hung (Rhipidura rufifrons). Phân bố: Australia, quần đảo Solomon, Moluccas, một số đảo trên Thái Bình Dương.
    - Rẻ quạt hung Guam (Rhipidura rufifrons uraniae) - tuyệt chủng (1984).

  - Rẻ quạt Palau (Rhipidura lepida). Phân bố: Quần đảo Palau.
  - Rẻ quạt ngực sọc (Rhipidura dedemi). Phân bố: Đảo Seram.
  - Rẻ quạt lưng vàng nâu (Rhipidura superflua). Phân bố: Đảo Buru.
  - Rẻ quạt Sulawesi (Rhipidura teysmanni). Phân bố: Sulawesi.
  - Rẻ quạt Taliabu (Rhipidura sulaensis). Tách ra từ R. teysmanni.[7]. Phân bố: Đảo Taliabu (quần đảo Sula).
  - Rẻ quạt đuôi dài (Rhipidura opistherythra). Phân bố: Quần đảo Tanimbar.

## Chuyển đi
Rẻ quạt bụng vàng (Chelidorhynx hypoxanthus) trước đây có danh pháp Rhipidura hypoxantha từng được xếp trong chi này, nhưng hiện nay được coi là không phải rẻ quạt thực sự và đã được chuyển sang họ Stenostiridae.